# Ivan Morris
Ivan Ira Esme Morris (29 de novembre de 1925 – 19 de juliol de 1976) va ser un autor britànic i professor en el camp dels estudis del japonès.
Ivan Morris va néixer a Londres, fill d'Ira Victor Morris i d'Edita Morris. Va començar a estudiar la llengua japonesa i la cultura a la Universitat Harvard, on va rebre el seu BA. I posteriorment va rebre un doctorat a l'Escola d'Estudis Orientals i Africans a Londres. Va escriure llargament sobre el Japó modern i l'antic i va traduir nombrosos clàssics i obres més modernes. Ell va ser un dels primers intèrprets que va ser enviat a Hiroshima després de l'explosió de la bomba.
Morris va treballar a la facultat de la Universitat de Colúmbia del 1960 al 1973, i va ser el director del departament Llengües i Cultures de l'est d'Àsia des del 1966 al 1969.
Va morir de càncer a Bolonya (Itàlia), el 19 de juliol del 1976.

## Obres
- The Tale of Genji Scroll
- Dictionary of Selected Forms in Classical Japanese Literature
- The World of the Shining Prince: Court Life in Ancient Japan
- The Nobility of Failure: Tragic Heroes in the History of Japan

## Traduccions
- Thought and Behaviour in Modern Japanese Politics de Masao Maruyama
- Makura no Sōshi de Sei Shōnagon
- Life of an Amorous Woman de Ihara Saikaku
- As I Crossed a Bridge of Dreams (Sarashina Nikki).
- Kinkaku-ji, de Yukio Mishima
- The Journey, de Jiro Osaragi
- Fires on the Plain, de Shohei Ooka

## Treballs editats
- Nationalism and the Right Wing in Japan: A Study of Postwar Trends
- Japan, 1931-45: Militarism, Fascism, Japanism?
- The Pillow-Book Puzzles
- Modern Japanese Stories
- Madly Singing in the Mountains: an Appreciation and Anthology of Arthur Waley